# Spelartrupper under världsmästerskapet i fotboll 1950
Den här artikeln innehåller alla trupper till Världsmästerskapet i fotboll 1950 som spelades i Brasilien 24 juni till 16 juli.
Ålder och antal landskamper är korrekt per den 24 juni 1950. Med klubb menas den klubb som spelaren representerat säsongen 1949–1950.

## Grupp 1

### Brasilien
Förbundskapten: Flávio Costa
| Nr | Pos. | Namn          | Födelsedatum (ålder)      | Matcher | Mål |           | Klubb         |
| -- | ---- | ------------- | ------------------------- | ------- | --- | --------- | ------------- |
|    | MV   | Barbosa       | 27 mars 1921 (29 år)      | 13      |     | Brasilien | Vasco da Gama |
|    | MV   | Castilho      | 27 november 1927 (22 år)  | 2       |     | Brasilien | Fluminense    |
|    | F    | Augusto       | 22 oktober 1920 (29 år)   | 12      |     | Brasilien | Vasco da Gama |
|    | F    | Ely           | 14 maj 1921 (29 år)       | 8       |     | Brasilien | Vasco da Gama |
|    | F    | Juvenal       | 27 november 1923 (26 år)  | 4       |     | Brasilien | Flamengo      |
|    | F    | Nena          | 27 mars 1921 (29 år)      | 5       |     | Brasilien | Internacional |
|    | F    | Nílton Santos | 16 maj 1927 (23 år)       | 5       |     | Brasilien | Botafogo      |
|    | MF   | Bauer         | 21 november 1925 (24 år)  | 6       |     | Brasilien | São Paulo     |
|    | MF   | Bigode        | 4 april 1922 (28 år)      | 5       |     | Brasilien | Flamengo      |
|    | MF   | Danilo        | 3 december 1920 (29 år)   | 15      |     | Brasilien | Vasco da Gama |
|    | MF   | Noronha       | 25 september 1918 (31 år) | 15      |     | Brasilien | São Paulo     |
|    | MF   | Rui           | 2 augusti 1922 (27 år)    | 27      |     | Brasilien | São Paulo     |
|    | A    | Adãozinho     | 2 april 1923 (27 år)      | 2       |     | Brasilien | Internacional |
|    | A    | Ademir        | 8 november 1922 (27 år)   | 25      |     | Brasilien | Vasco da Gama |
|    | A    | Alfredo       | 1920                      | 0       |     | Brasilien | Vasco da Gama |
|    | A    | Baltazar      | 14 januari 1926 (24 år)   | 4       |     | Brasilien | Corinthians   |
|    | A    | Chico         | 7 januari 1922 (28 år)    | 15      |     | Brasilien | Vasco da Gama |
|    | A    | Friaça        | 20 oktober 1924 (25 år)   | 6       |     | Brasilien | São Paulo     |
|    | A    | Jair          | 21 mars 1921 (29 år)      | 32      |     | Brasilien | Palmeiras     |
|    | A    | Maneca        | 28 januari 1926 (24 år)   | 3       |     | Brasilien | Vasco da Gama |
|    | A    | Rodrigues     | 27 juni 1925 (24 år)      | 2       |     | Brasilien | Fluminense    |
|    | A    | Zizinho       | 14 september 1922 (27 år) | 30      |     | Brasilien | Bangu         |

### Jugoslavien
Förbundskapten: Milorad Arsenijević
| Nr | Pos. | Namn                   | Födelsedatum (ålder)     | Matcher | Mål |                                                 | Klubb               |
| -- | ---- | ---------------------- | ------------------------ | ------- | --- | ----------------------------------------------- | ------------------- |
|    | MV   | Vladimir Beara         | 2 november 1928 (21 år)  | 0       |     | Socialistiska federativa republiken Jugoslavien | Hajduk Split        |
|    | MV   | Srđan Mrkušić          | 26 juni 1915 (34 år)     | 4       |     | Socialistiska federativa republiken Jugoslavien | Röda stjärnan       |
|    | F    | Božo Broketa           | 24 december 1921 (28 år) | 3       |     | Socialistiska federativa republiken Jugoslavien | Hajduk Split        |
|    | MF   | Aleksandar Atanacković | 29 april 1920 (30 år)    | 15      |     | Socialistiska federativa republiken Jugoslavien | FK Partizan Belgrad |
|    | A    | Stjepan Bobek          | 3 december 1923 (26 år)  | 26      |     | Socialistiska federativa republiken Jugoslavien | FK Partizan Belgrad |
|    | A    | Željko Čajkovski       | 5 maj 1925 (25 år)       | 16      |     | Socialistiska federativa republiken Jugoslavien | Dinamo Zagreb       |
|    | MF   | Zlatko Čajkovski       | 24 januari 1923 (27 år)  | 25      |     | Socialistiska federativa republiken Jugoslavien | FK Partizan Belgrad |
|    | F    | Ratko Čolić            | 17 mars 1918 (32 år)     | 6       |     | Socialistiska federativa republiken Jugoslavien | FK Partizan Belgrad |
|    | MF   | Predrag Đajić          | 1 maj 1922 (28 år)       | 5       |     | Socialistiska federativa republiken Jugoslavien | Röda stjärnan       |
|    | F    | Vladimir Firm          | 1923                     | 3       |     | Socialistiska federativa republiken Jugoslavien | FK Partizan Belgrad |
|    | F    | Ivica Horvat           | 16 juli 1926 (23 år)     | 13      |     | Socialistiska federativa republiken Jugoslavien | Dinamo Zagreb       |
|    | F    | Miodrag Jovanović      | 17 januari 1922 (28 år)  | 18      |     | Socialistiska federativa republiken Jugoslavien | FK Partizan Belgrad |
|    | MF   | Ervin Katnić           |                          |         |     | Socialistiska federativa republiken Jugoslavien | Hajduk Split        |
|    | A    | Prvoslav Mihajlović    | 13 april 1921 (29 år)    | 12      |     | Socialistiska federativa republiken Jugoslavien | FK Partizan Belgrad |
|    | A    | Rajko Mitić            | 6 september 1922 (27 år) | 19      |     | Socialistiska federativa republiken Jugoslavien | Röda stjärnan       |
|    | A    | Tihomir Ognjanov       | 2 mars 1927 (23 år)      | 2       |     | Socialistiska federativa republiken Jugoslavien | Röda stjärnan       |
|    | MF   | Bela Palfi             | 16 februari 1923 (27 år) | 1       |     | Socialistiska federativa republiken Jugoslavien | Röda stjärnan       |
|    | MF   | Ivo Radovniković       |                          |         |     | Socialistiska federativa republiken Jugoslavien | Hajduk Split        |
|    | F    | Branko Stanković       | 31 oktober 1921 (28 år)  | 19      |     | Socialistiska federativa republiken Jugoslavien | Röda stjärnan       |
|    | A    | Kosta Tomašević        | 26 maj 1924 (26 år)      | 6       |     | Socialistiska federativa republiken Jugoslavien | Röda stjärnan       |
|    | A    | Bernard Vukas          | 1 maj 1927 (23 år)       | 6       |     | Socialistiska federativa republiken Jugoslavien | Hajduk Split        |
|    | F    | Siniša Zlatković       |                          |         |     | Socialistiska federativa republiken Jugoslavien | Röda stjärnan       |

### Mexiko
Förbundskapten: Octavio Vial
| Nr | Pos. | Namn                | Födelsedatum (ålder)     | Matcher | Mål |        | Klubb                 |
| -- | ---- | ------------------- | ------------------------ | ------- | --- | ------ | --------------------- |
|    | A    | José Luis Borbolla  | 31 januari 1920 (30 år)  |         |     | Mexiko | Club América          |
|    | MV   | Antonio Carbajal    | 7 juni 1929 (21 år)      |         |     | Mexiko | España FC             |
|    | A    | Horacio Casarín     | 25 maj 1918 (32 år)      |         |     | Mexiko | España FC             |
|    | MV   | Raúl Córdoba        |                          |         |     | Mexiko | San Sebastian Leon    |
|    | MF   | Samuel Cuburu       | 20 februari 1928 (22 år) |         |     | Mexiko | Puebla                |
|    | MF   | Antonio Flores      | 13 juli 1923 (26 år)     |         |     | Mexiko | Atlas                 |
|    | F    | Gregorio Gómez      | 26 juni 1924 (25 år)     |         |     | Mexiko | Deportivo Guadalajara |
|    | MF   | Carlos Guevara      |                          |         |     | Mexiko | Asturias FC           |
|    | F    | Manuel Gutiérrez    | 8 april 1920 (30 år)     |         |     | Mexiko | Club América          |
|    | MF   | Francisco Hernández |                          |         |     | Mexiko | CD Zacatepec          |
|    | F    | Alfonso Montemayor  | 28 april 1922 (28 år)    |         |     | Mexiko | FC Leon               |
|    | A    | José Naranjo        | 19 mars 1926 (24 år)     |         |     | Mexiko | Oro Guadalajara       |
|    | A    | Leonardo Navarro    |                          |         |     | Mexiko | FC Atlante            |
|    | MF   | Mario Ochoa         | 1927                     |         |     | Mexiko | Club América          |
|    | MF   | Héctor Ortiz        | 20 december 1928 (21 år) |         |     | Mexiko | CD Marte              |
|    | MF   | Mario Pérez         | 19 februari 1927 (23 år) |         |     | Mexiko | CD Marte              |
|    | A    | Max Prieto          |                          |         |     | Mexiko | Deportivo Guadalajara |
|    | F    | José Antonio Roca   | 24 maj 1928 (22 år)      |         |     | Mexiko | Necaxa                |
|    | F    | Rodrígo Ruíz        | 14 april 1923 (27 år)    |         |     | Mexiko | Deportivo Guadalajara |
|    | A    | Carlos Septién      | 18 januari 1923 (27 år)  |         |     | Mexiko | España FC             |
|    | A    | José Velázquez      | 12 augusti 1923 (26 år)  |         |     | Mexiko | Puebla                |
|    | F    | Felipe Zetter       | 3 juli 1923 (26 år)      |         |     | Mexiko | Atlas                 |

### Schweiz
Förbundskapten: Franco Andreoli

## Grupp 2

### Chile
Förbundskapten: Arturo Bucciardi
| Nr | Pos. | Namn               | Födelsedatum (ålder)     | Matcher | Mål |         | Klubb                |
| -- | ---- | ------------------ | ------------------------ | ------- | --- | ------- | -------------------- |
|    | F    | Manuel Álvarez     | 23 maj 1928 (22 år)      | 3       |     | Chile   | Universidad Católica |
|    | MF   | Miguel Busquets    | 15 oktober 1920 (29 år)  | 15      |     | Chile   | Universidad de Chile |
|    | MF   | Fernando Campos    | 9 augusti 1921 (28 år)   | 5       |     | Chile   | Colo-Colo            |
|    | MF   | Hernán Carvallo    | 19 augusti 1922 (27 år)  | 5       |     | Chile   | Universidad Católica |
|    | A    | Atilio Cremaschi   | 8 mars 1923 (27 år)      | 10      |     | Chile   | Unión Española       |
|    | A    | Guillermo Díaz     | 29 december 1930 (19 år) | 4       |     | Chile   | Santiago Wanderers   |
|    | F    | Arturo Farías      | 1 november 1927 (22 år)  | 4       |     | Chile   | Colo-Colo            |
|    | F    | Miguel Flores      |                          | 0       |     | Chile   | Universidad de Chile |
|    | A    | Carlos Ibáñez      | 30 november 1931 (18 år) | 0       |     | Chile   | Magallanes           |
|    | A    | Raimundo Infante   | 2 februari 1928 (22 år)  | 13      |     | Chile   | Universidad Católica |
|    | MV   | Sergio Livingstone | 26 mars 1920 (30 år)     | 31      |     | Chile   | Universidad Católica |
|    | F    | Manuel Machuca     | 6 juni 1924 (26 år)      | 18      |     | Chile   | Colo-Colo            |
|    | A    | Luis Mayanés       | 15 januari 1925 (25 år)  | 0       |     | Chile   | Universidad de Chile |
|    | A    | Manuel Muñoz       | 28 april 1928 (22 år)    | 0       |     | Chile   | Colo-Colo            |
|    | A    | Andrés Prieto      | 19 december 1928 (21 år) | 9       |     | Chile   | Universidad Católica |
|    | MV   | René Quitral       | 22 juli 1920 (29 år)     | 0       |     | Chile   | Santiago Wanderers   |
|    | A    | Fernando Riera     | 27 juni 1920 (29 år)     | 16      |     | Chile   | Universidad Católica |
|    | A    | George Robledo     | 14 april 1926 (24 år)    | 0       |     | England | Newcastle United     |
|    | MF   | Carlos Rojas       | 2 oktober 1928 (21 år)   | 5       |     | Chile   | Unión Española       |
|    | F    | Fernando Roldán    | 1 april 1921 (29 år)     | 0       |     | Chile   | Universidad Católica |
|    | MF   | Osvaldo Saez       | 13 augusti 1923 (26 år)  | 11      |     | Chile   | Colo-Colo            |
|    | F    | Francisco Urroz    | 31 oktober 1921 (28 år)  | 10      |     | Chile   | Colo-Colo            |

### England
Förbundskapten: Walter Winterbottom
| Nr | Pos. | Namn             | Födelsedatum (ålder)      | Matcher | Mål |         | Klubb                      |
| -- | ---- | ---------------- | ------------------------- | ------- | --- | ------- | -------------------------- |
|    | F    | John Aston       | 2 september 1921 (28 år)  | 14      |     | England | Manchester United FC       |
|    | MF   | Eddie Baily      | 6 augusti 1925 (24 år)    | 0       |     | England | Tottenham Hotspur FC       |
|    | A    | Roy Bentley      | 17 maj 1924 (26 år)       | 4       |     | England | Chelsea FC                 |
|    | MF   | Henry Cockburn   | 14 september 1921 (28 år) | 10      |     | England | Manchester United FC       |
|    | MF   | Jimmy Dickinson  | 24 april 1925 (25 år)     | 7       |     | England | Portsmouth FC              |
|    | MV   | Ted Ditchburn    | 24 oktober 1921 (28 år)   | 2       |     | England | Tottenham Hotspur FC       |
|    | F    | Bill Eckersley   | 16 juli 1925 (24 år)      | 0       |     | England | Blackburn Rovers FC        |
|    | A    | Tom Finney       | 5 april 1922 (28 år)      | 25      |     | England | Preston North End FC       |
|    | MF   | Laurie Hughes    | 2 mars 1924 (26 år)       | 0       |     | England | Liverpool FC               |
|    | A    | Wilf Mannion     | 16 maj 1918 (32 år)       | 19      |     | England | Middlesbrough FC           |
|    | A    | Stanley Matthews | 1 februari 1915 (35 år)   | 30      |     | England | Blackpool FC               |
|    | A    | Jackie Milburn   | 11 maj 1924 (26 år)       | 7       |     | England | Newcastle United FC        |
|    | A    | Stan Mortensen   | 26 maj 1921 (29 år)       | 18      |     | England | Blackpool FC               |
|    | A    | Jimmy Mullen     | 6 januari 1923 (27 år)    | 4       |     | England | Wolverhampton Wanderers FC |
|    | MF   | Bill Nicholson   | 26 januari 1919 (31 år)   | 0       |     | England | Tottenham Hotspur FC       |
|    | F    | Alf Ramsey       | 22 januari 1920 (30 år)   | 5       |     | England | Tottenham Hotspur FC       |
|    | F    | Laurie Scott     | 23 april 1917 (33 år)     | 17      |     | England | Arsenal FC                 |
|    | F    | Jim Taylor       | 5 november 1917 (32 år)   | 0       |     | England | Fulham FC                  |
|    | MF   | Willie Watson    | 7 mars 1920 (30 år)       | 2       |     | England | Sunderland AFC             |
|    | MV   | Bert Williams    | 31 januari 1920 (30 år)   | 7       |     | England | Wolverhampton Wanderers FC |
|    | F    | Billy Wright     | 6 februari 1924 (26 år)   | 29      |     | England | Wolverhampton Wanderers FC |

### Spanien
Förbundskapten: Guillermo Eizaguirre
| Nr | Pos. | Namn               | Födelsedatum (ålder)     | Matcher | Mål |         | Klubb                  |
| -- | ---- | ------------------ | ------------------------ | ------- | --- | ------- | ---------------------- |
|    | MV   | Juan Acuña         | 11 januari 1923 (27 år)  | 1       |     | Spanien | Deportivo de La Coruña |
|    | F    | Gabriel Alonso     | 9 november 1923 (26 år)  | 4       |     | Spanien | Celta de Vigo          |
|    | F    | Francisco Antúnez  | 1 november 1922 (27 år)  | 2       |     | Spanien | CF Sevilla             |
|    | F    | Vicente Asensi     | 28 januari 1919 (31 år)  | 5       |     | Spanien | Valencia CF            |
|    | A    | Estanislao Basora  | 18 november 1926 (23 år) | 4       |     | Spanien | CF Barcelona           |
|    | A    | César              | 29 juni 1920 (29 år)     | 8       |     | Spanien | CF Barcelona           |
|    | A    | Agustín Gaínza     | 28 maj 1922 (28 år)      | 14      |     | Spanien | Athletic Bilbao        |
|    | F    | Josep Gonzalvo     | 16 januari 1920 (30 år)  | 3       |     | Spanien | CF Barcelona           |
|    | MF   | Marià Gonzalvo     | 22 mars 1922 (28 år)     | 8       |     | Spanien | CF Barcelona           |
|    | A    | Rosendo Hernández  | 1 mars 1921 (29 år)      | 2       |     | Spanien | RCD Espanyol           |
|    | A    | Silvestre Igoa     | 5 september 1920 (29 år) | 5       |     | Spanien | Valencia CF            |
|    | MV   | Ignacio Eizaguirre | 7 november 1920 (29 år)  | 14      |     | Spanien | Valencia CF            |
|    | A    | José Juncosa       | 2 februari 1922 (28 år)  | 1       |     | Spanien | Atlético Madrid        |
|    | F    | Rafael Lesmes      | 9 november 1926 (23 år)  | 0       |     | Spanien | Valladolid             |
|    | A    | Luis Molowny       | 12 maj 1925 (25 år)      | 2       |     | Spanien | Real Madrid            |
|    | MF   | Nando              | 1 februari 1921 (29 år)  | 5       |     | Spanien | Athletic Bilbao        |
|    | A    | José Luis Panizo   | 12 januari 1922 (28 år)  | 6       |     | Spanien | Athletic Bilbao        |
|    | F    | José Parra         | 28 augusti 1925 (24 år)  | 1       |     | Spanien | RCD Espanyol           |
|    | MF   | Antonio Puchades   | 4 juni 1925 (25 år)      | 6       |     | Spanien | Valencia CF            |
|    | MV   | Antoni Ramallets   | 4 juni 1924 (26 år)      | 0       |     | Spanien | CF Barcelona           |
|    | F    | Alfonso Silva      | 19 mars 1926 (24 år)     | 3       |     | Spanien | Atlético Madrid        |
|    | A    | Zarra              | 20 januari 1921 (29 år)  | 11      |     | Spanien | Athletic Bilbao        |

### USA
Förbundskapten: William Jeffrey
| Nr | Pos. | Namn              | Födelsedatum (ålder)      | Matcher | Mål |     | Klubb                     |
| -- | ---- | ----------------- | ------------------------- | ------- | --- | --- | ------------------------- |
|    | F    | Robert Annis      | 5 september 1928 (21 år)  | 1       |     | USA | St. Louis Simpkins-Ford   |
|    | MF   | Walter Bahr       | 1 april 1927 (23 år)      | 7       |     | USA | Philadelphia Nationals    |
|    | MV   | Frank Borghi      | 9 april 1925 (25 år)      | 4       |     | USA | St. Louis Simpkins-Ford   |
|    | MF   | Charlie Colombo   | 20 juli 1920 (29 år)      | 7       |     | USA | St. Louis Simpkins-Ford   |
|    | F    | Geoff Coombes     | 23 april 1919 (31 år)     | 0       |     | USA | Chicago Vikings           |
|    | A    | Robert Craddock   | 5 september 1923 (26 år)  | 0       |     | USA | Pittsburgh Harmarville SC |
|    | A    | Nicholas DiOrio   | 4 februari 1921 (29 år)   | 0       |     | USA | Pittsburgh Harmarville SC |
|    | A    | Joe Gaetjens      | 19 mars 1924 (26 år)      | 0       |     | USA | Brookhattan               |
|    | MV   | Gino Gardassanich | 26 november 1922 (27 år)  | 0       |     | USA | Chicago Slovaks           |
|    | F    | Harry Keough      | 15 november 1927 (22 år)  | 3       |     | USA | St. Louis McMahon         |
|    | F    | Joe Maca          | 28 september 1920 (29 år) | 0       |     | USA | Brooklyn Hispano          |
|    | MF   | Ed McIlvenny      | 21 oktober 1924 (25 år)   | 0       |     | USA | Philadelphia Nationals    |
|    | A    | Benny McLaughlin  | 10 april 1928 (22 år)     | 0       |     | USA | Philadelphia Nationals    |
|    | A    | Frank Moniz       | 26 september 1911 (38 år) | 0       |     | USA | Ponta Delgada SC          |
|    | A    | Gino Pariani      | 21 februari 1928 (22 år)  | 2       |     | USA | St. Louis Simpkins-Ford   |
|    | A    | Ed Souza          | 22 september 1921 (28 år) | 2       |     | USA | Ponta Delgada SC          |
|    | A    | John Souza        | 12 juli 1920 (29 år)      | 9       |     | USA | Ponta Delgada SC          |
|    | A    | Frank Wallace     | 15 juli 1922 (27 år)      | 4       |     | USA | St. Louis Simpkins-Ford   |
|    | A    | Adam Wolanin      | 13 november 1919 (30 år)  | 0       |     | USA | Chicago Eagles            |

## Grupp 3

### Italien
Förbundskapten: Ferruccio Novo
| Nr | Pos. | Namn                 | Födelsedatum (ålder)      | Matcher | Mål |         | Klubb           |
| -- | ---- | -------------------- | ------------------------- | ------- | --- | ------- | --------------- |
|    | A    | Amedeo Amadei        | 26 juli 1921 (28 år)      | 6       |     | Italien | Internazionale  |
|    | F    | Carlo Annovazzi      | 24 maj 1925 (25 år)       | 10      |     | Italien | AC Milan        |
|    | F    | Ivano Blason         | 24 maj 1923 (27 år)       | 0       |     | Italien | Triestina       |
|    | A    | Giampiero Boniperti  | 4 juli 1928 (21 år)       | 6       |     | Italien | Juventus FC     |
|    | A    | Aldo Campatelli      | 7 april 1919 (31 år)      | 6       |     | Italien | Internazionale  |
|    | A    | Gino Cappello        | 2 juni 1920 (30 år)       | 3       |     | Italien | Bologna FC 1909 |
|    | A    | Emilio Caprile       | 30 september 1928 (21 år) | 2       |     | Italien | Atalanta BC     |
|    | A    | Riccardo Carapellese | 1 juli 1922 (27 år)       | 11      |     | Italien | Torino FC       |
|    | MV   | Giuseppe Casari      | 10 april 1922 (28 år)     | 2       |     | Italien | Atalanta BC     |
|    | F    | Osvaldo Fattori      | 22 juni 1922 (28 år)      | 3       |     | Italien | Internazionale  |
|    | F    | Zeffiro Furiassi     | 19 januari 1923 (27 år)   | 0       |     | Italien | SS Lazio        |
|    | F    | Attilio Giovannini   | 30 juli 1924 (25 år)      | 4       |     | Italien | Internazionale  |
|    | A    | Benito Lorenzi       | 20 december 1925 (24 år)  | 5       |     | Italien | Internazionale  |
|    | MF   | Augusto Magli        | 9 mars 1923 (27 år)       | 0       |     | Italien | ACF Fiorentina  |
|    | MF   | Giacomo Mari         | 17 oktober 1924 (25 år)   | 3       |     | Italien | Juventus FC     |
|    | MV   | Giuseppe Moro        | 16 januari 1921 (29 år)   | 2       |     | Italien | Torino FC       |
|    | A    | Ermes Muccinelli     | 28 juli 1927 (22 år)      | 2       |     | Italien | Juventus FC     |
|    | A    | Egisto Pandolfini    | 19 februari 1926 (24 år)  | 0       |     | Italien | ACF Fiorentina  |
|    | MF   | Carlo Parola         | 20 september 1921 (28 år) | 9       |     | Italien | Juventus FC     |
|    | MF   | Leandro Remondini    | 17 november 1917 (32 år)  | 0       |     | Italien | SS Lazio        |
|    | MV   | Lucidio Sentimenti   | 1 juli 1920 (29 år)       | 7       |     | Italien | SS Lazio        |
|    | MF   | Omero Tognon         | 3 mars 1924 (26 år)       | 4       |     | Italien | AC Milan        |

### Paraguay
Förbundskapten: Manuel Fleitas Solich
| Nr | Pos. | Namn                  | Födelsedatum (ålder)      | Matcher | Mål |          | Klubb            |
| -- | ---- | --------------------- | ------------------------- | ------- | --- | -------- | ---------------- |
|    | A    | Enrique Avalos        | 1922                      |         |     | Paraguay | Cerro Porteño    |
|    | A    | Marcial Avalos        |                           |         |     | Paraguay | Cerro Porteño    |
|    | MF   | Melanio Baez          |                           |         |     | Paraguay | Club Nacional    |
|    | A    | Ángel Berni           | 9 januari 1931 (19 år)    |         |     | Paraguay | Sportivo Luqueño |
|    | F    | Antonio Cabrera       |                           |         |     | Paraguay | Club Libertad    |
|    | A    | Lorenzo Calonga       |                           |         |     | Paraguay | Guaraní          |
|    | A    | Juan Cañete           |                           |         |     | Paraguay | Presidente Hayes |
|    | MF   | Castor Cantero        | 1918                      |         |     | Paraguay | Olimpia          |
|    | MV   | Pablo Centurión       |                           |         |     | Paraguay | Cerro Porteño    |
|    | F    | Casiano Céspedes      | 1924                      |         |     | Paraguay | Olimpia          |
|    | F    | Manuel Gavilán        | 1921                      |         |     | Paraguay | Club Libertad    |
|    | F    | Alberto González      | 1922                      |         |     | Paraguay | Olimpia          |
|    | MF   | Armando González      |                           |         |     | Paraguay | Guaraní          |
|    | MF   | Victoriano Leguizamón | 1923                      |         |     | Paraguay | Olimpia          |
|    | A    | Atilio López          | 1925                      |         |     | Paraguay | Club Nacional    |
|    | A    | César López Fretes    | 21 mars 1923 (27 år)      |         |     | Paraguay | Olimpia          |
|    | A    | Hilarión Osorio       |                           |         |     | Paraguay | Sportivo Luqueño |
|    | F    | Elioro Paredes        |                           |         |     | Paraguay | Sportivo Luqueño |
|    | A    | Darío Saguier         | 11 september 1926 (23 år) |         |     | Paraguay | Cerro Porteño    |
|    | A    | Francisco Sosa        |                           |         |     | Paraguay | Cerro Porteño    |
|    | A    | Leongino Unzaim       | 16 maj 1925 (25 år)       |         |     | Paraguay | Olimpia          |
|    | MV   | Marcelino Vargas      | 1921                      |         |     | Paraguay | Club Libertad    |

### Sverige
Förbundskapten:  George Raynor
| Nr | Pos. | Namn               | Födelsedatum (ålder)     | Matcher | Mål |         | Klubb           |
| -- | ---- | ------------------ | ------------------------ | ------- | --- | ------- | --------------- |
|    | MV   | Torsten Lindberg   | 14 april 1917 (33 år)    | 18      |     | Sverige | IFK Norrköping  |
|    | MV   | Kalle Svensson     | 11 november 1925 (24 år) | 4       |     | Sverige | Helsingborgs IF |
|    | MV   | Tore Svensson      | 6 december 1927 (22 år)  | 0       |     | Sverige | Malmö FF        |
|    | F    | Ivan Bodin         | 20 juli 1923 (26 år)     | 0       |     | Sverige | AIK Stockholm   |
|    | F    | Gunnar Johansson   | 29 februari 1924 (26 år) | 0       |     | Sverige | GAIS            |
|    | F    | Arne Månsson       | 9 december 1923 (26 år)  | 1       |     | Sverige | Malmö FF        |
|    | F    | Erik Nilsson       | 6 augusti 1916 (33 år)   | 28      |     | Sverige | Malmö FF        |
|    | F    | Lennart Samuelsson | 7 juli 1924 (25 år)      | 1       |     | Sverige | IF Elfsborg     |
|    | MF   | Sune Andersson     | 22 februari 1921 (29 år) | 23      |     | Sverige | AIK Stockholm   |
|    | MF   | Ingvar Gärd        | 6 oktober 1921 (28 år)   | 1       |     | Sverige | Malmö FF        |
|    | MF   | Knut Nordahl       | 13 januari 1920 (30 år)  | 22      |     | Sverige | IFK Norrköping  |
|    | MF   | Olle Åhlund        | 22 augusti 1920 (29 år)  | 15      |     | Sverige | Degerfors IF    |
|    | A    | Hasse Jeppson      | 10 maj 1925 (25 år)      | 1       |     | Sverige | Djurgårdens IF  |
|    | A    | Egon Jönsson       | 6 december 1926 (23 år)  | 7       |     | Sverige | Malmö FF        |
|    | A    | Bror Mellberg      | 9 december 1923 (26 år)  | 1       |     | Sverige | AIK Stockholm   |
|    | A    | Stellan Nilsson    | 28 maj 1922 (28 år)      | 15      |     | Sverige | Malmö FF        |
|    | A    | Karl-Erik Palmér   | 17 april 1929 (21 år)    | 5       |     | Sverige | Malmö FF        |
|    | A    | Ingvar Rydell      | 7 maj 1922 (28 år)       | 2       |     | Sverige | Malmö FF        |
|    | A    | Nacka Skoglund     | 24 december 1929 (20 år) | 1       |     | Sverige | AIK Stockholm   |
|    | A    | Stig Sundqvist     | 19 juli 1922 (27 år)     | 6       |     | Sverige | IFK Norrköping  |
|    | A    | Kurt Svensson      | 15 april 1927 (23 år)    | 0       |     | Sverige | IS Halmia       |
|    | A    | Börje Tapper       | 20 maj 1922 (28 år)      | 4       |     | Sverige | Malmö FF        |

## Grupp 4

### Bolivia
Förbundskapten:  Mario Pretto
| Nr | Pos. | Namn                       | Födelsedatum (ålder)     | Matcher | Mål |         | Klubb             |
| -- | ---- | -------------------------- | ------------------------ | ------- | --- | ------- | ----------------- |
|    | F    | Alberto Figueroa de Acha   | 3 april 1920 (30 år)     | 23      |     | Bolivia | The Strongest     |
|    | A    | Víctor Celestino Algarañaz | 1926                     | 8       |     | Bolivia | Club Litoral      |
|    | MF   | Alberto Aparicio           |                          | 0       |     | Bolivia | Feroviario La Paz |
|    | MF   | Duberty Aráoz              |                          | 10      |     | Bolivia | Club Litoral      |
|    | MV   | Vicente Arraya             |                          | 26      |     | Bolivia | Feroviario La Paz |
|    | MF   | Juan Arricio               |                          | 0       |     | Bolivia | Ayacucho La Paz   |
|    | A    | Víctor Brown               |                          | 2       |     | Bolivia | Club Litoral      |
|    | F    | José Bustamante            | 1921                     | 31      |     | Bolivia | Club Litoral      |
|    | MF   | René Cabrera               |                          | 8       |     | Bolivia | Wilstermann       |
|    | A    | Roberto Capparelli         | 1923                     | 0       |     | Bolivia | The Strongest     |
|    | MF   | Leonardo Ferrel            | 1924                     | 18      |     | Bolivia | The Strongest     |
|    | A    | Benedicto Godoy Véizaga    |                          | 9       |     | Bolivia | Feroviario La Paz |
|    | F    | Antonio Greco              | 1923                     | 0       |     | Bolivia | Club Litoral      |
|    | A    | Juan Guerra                |                          | 9       |     | Bolivia | Feroviario La Paz |
|    | A    | Benigno Gutiérrez          | 1 september 1925 (24 år) | 15      |     | Bolivia | Club Litoral      |
|    | MV   | Eduardo Gutiérrez          | 2 september 1922 (27 år) | 12      |     | Bolivia | CD Ingavi         |
|    | A    | Benjamin Maldonado         | 1928                     | 4       |     | Bolivia | San Jose de Oruro |
|    | A    | Mario Mena                 | 1923                     | 9       |     | Bolivia | Club Bolívar      |
|    | MF   | Humberto Saavedra          |                          | 0       |     | Bolivia | The Strongest     |
|    | MF   | Eulogio Sandoval           |                          | 0       |     | Bolivia | Club Litoral      |
|    | A    | Víctor Ugarte              | 5 maj 1926 (24 år)       | 16      |     | Bolivia | Club Bolívar      |
|    | MF   | Antonio Valencia           | 1927                     | 9       |     | Bolivia | Club Bolívar      |

### Uruguay
Förbundskapten: Juan López Fontana
| Nr | Pos. | Namn                     | Födelsedatum (ålder)      | Matcher | Mål |         | Klubb          |
| -- | ---- | ------------------------ | ------------------------- | ------- | --- | ------- | -------------- |
|    | MV   | Roque Máspoli            | 12 oktober 1917 (32 år)   | 27      |     | Uruguay | Peñarol        |
|    | MV   | Aníbal Paz               | 18 februari 1918 (32 år)  | 23      |     | Uruguay | Nacional       |
|    | F    | Schubert Gambetta        | 14 april 1920 (30 år)     | 39      |     | Uruguay | Nacional       |
|    | F    | Juan Carlos González     | 22 augusti 1924 (25 år)   | 3       |     | Uruguay | Peñarol        |
|    | F    | Matías González          | 6 augusti 1925 (24 år)    | 7       |     | Uruguay | Cerro          |
|    | F    | William Martínez         | 13 januari 1928 (22 år)   | 3       |     | Uruguay | Rampla Juniors |
|    | F    | Eusebio Tejera           | 6 januari 1922 (28 år)    | 28      |     | Uruguay | Nacional       |
|    | F    | Héctor Vilches           | 14 februari 1926 (24 år)  | 5       |     | Uruguay | Cerro          |
|    | MF   | Washington Ortuño        | 13 maj 1928 (22 år)       | 0       |     | Uruguay | Peñarol        |
|    | MF   | Rodolfo Pini             | 1926                      | 6       |     | Uruguay | Nacional       |
|    | MF   | Víctor Rodríguez Andrade | 2 maj 1927 (23 år)        | 11      |     | Uruguay | Central        |
|    | MF   | Obdulio Varela           | 20 september 1917 (32 år) | 39      |     | Uruguay | Peñarol        |
|    | A    | Julio César Britos       | 18 maj 1926 (24 år)       | 10      |     | Uruguay | Peñarol        |
|    | A    | Juan Burgueño            | 4 februari 1923 (27 år)   | 4       |     | Uruguay | Danubio        |
|    | A    | Alcides Ghiggia          | 22 december 1926 (23 år)  | 3       |     | Uruguay | Peñarol        |
|    | A    | Óscar Míguez             | 5 december 1927 (22 år)   | 5       |     | Uruguay | Peñarol        |
|    | A    | Rubén Morán              | 6 augusti 1930 (19 år)    | 2       |     | Uruguay | Cerro          |
|    | A    | Julio Pérez              | 19 juni 1926 (24 år)      | 7       |     | Uruguay | Nacional       |
|    | A    | Luis Rijo                | 28 september 1927 (22 år) | 0       |     | Uruguay | Central        |
|    | A    | Carlos Romero            | 7 september 1927 (22 år)  | 3       |     | Uruguay | Danubio        |
|    | A    | Juan Schiaffino          | 28 juli 1925 (24 år)      | 9       |     | Uruguay | Peñarol        |
|    | A    | Ernesto Vidal            | 15 november 1921 (28 år)  | 0       |     | Uruguay | Peñarol        |